# 秘密 THE SECRET
『秘密 THE SECRET』（ひみつ ザ・シークレット、原題：Si j'étais toi）は、2007年のフランスのミステリ映画。監督はヴァンサン・ペレーズ、出演はデイヴィッド・ドゥカヴニーとオリヴィア・サールビーなど。東野圭吾の小説を原作とした日本映画『秘密』をリメイクした作品である。
日本では劇場未公開だが、2010年12月17日にDVDが発売された。

## ストーリー
反抗期真っ盛りの高校生の娘・サム（＝サマンサの愛称）を持つ母親・ハンナ。娘との言い合いはあれど、愛する夫・ベンと家族三人で幸せに暮らしていた。
ある日、ハンナはサムと二人で旅行へ出かける。その道中の車の中で仲を深めようと互いの言葉が熱を帯びてきたその時、いつの間にか対向車線にはみ出していたハンナの車は対向車に衝突。そのはずみでハンナとサムを乗せた車は、往路脇へと転げ落ちてしまう。
病院でハンナは目を覚ましたものの、隣りには未だ目覚めぬ娘・サムの姿があった。サムの心電図状に波形がなくなったその時、ハンナもまた鼓動を止めた。
ハンナが再び目を開いた時、鏡に映ったのは自分を見つめ返す愛する娘・サムの姿であった。
最初は混乱していたものの、徐々に自分が娘・サムの体に入り込んでいると思考が追いついてきたハンナは、サムの身体でサムとしての生活を始めた。
高校生として馴染めば馴染んでいくほど、夫・ベンは愛娘・サムの姿をした愛妻・ハンナを守ろうと友人たちにも干渉し始める。
娘・サムとして高校生の中に混じり、友達や恋人との関係、そして高校卒業後の針路など、生の高校生の心を感じるうち、ハンナは今まで分からなかったサムの葛藤や不安を知った。
ドラッグにより、サムの身体にサムが戻った。次に目覚める時には、またその身体にはハンナが…ということが起こった。
遂に、ハンナがサムを心から理解し、信じることができるようになったその時、サムはサムの身体へと戻った。

## キャスト
※括弧内は日本語吹替
- ベン・マリス: デイヴィッド・ドゥカヴニー（小杉十郎太）
- サマンサ・マリス: オリヴィア・サールビー
- ハンナ・マリス: リリ・テイラー
- イーサン: ブレンダン・セクストン3世
- マギー・アダムス: ジェーン・ウィーラー
- アメリア: ロランス・ルブーフ（英語版）
- ダニエル: ブルース・ラムゼイ（英語版）

## 作品の評価
アロシネによれば、フランスの14のメディアによる評価の平均点は5点満点中2.4点である。